# جو وارن
جو وارن (بالإنجليزية: Joe Warren) هو فنان قتال مختلط أمريكي، ولد في 31 أكتوبر 1976 في غراند رابيدز في الولايات المتحدة.

## وصلات خارجية
- جو وارن على موقع بيلاتور (الإنجليزية)
- جو وارن على موقع شيردوغ (الإنجليزية)
- جو وارن على موقع Tapology.com (الإنجليزية)
- جو وارن على موقع قاعدة بيانات المصارعة الدولية (الإنجليزية)
- جو وارن على موقع قاعدة بيانات المصارعة على الإنترنت (الإنجليزية)
- جو وارن على موقع IMDb (الإنجليزية)